# Paraguay en la Copa Mundial de Fútbol de 1930
La selección de Paraguay fue una de las 13 participantes en la Copa Mundial de Fútbol de 1930, que se realizó en Uruguay. En el sorteo quedó emparejada en el Grupo D junto a las selecciones de Bélgica y Estados Unidos. Frente a la selección estadounidense cayó 0:3, y aunque posteriormente derrotó a Bélgica por 1:0 quedó eliminada en primera ronda.

## Jugadores
| #     | Nombre                    | Dep                       | Posición                  | Edad                      | Club                      |
| ----- | ------------------------- | ------------------------- | ------------------------- | ------------------------- | ------------------------- |
|       | Francisco Aguirre         |                           | Mediocampista             |                           | Olimpia                   |
|       | Pedro Benítez             |                           | Portero                   | 29                        | Libertad                  |
|       | Santiago Benítez          |                           | Mediocampista             |                           | Olimpia                   |
|       | Delfín Benítez Cáceres    |                           | Delantero                 | 19                        | Libertad                  |
|       | Saguier Carreras          |                           | Delantero                 |                           | Sportivo Luqueño          |
|       | Eustacio Chamorro         |                           | Defensa                   |                           | Presidente Hayes          |
|       | Modesto Denis             |                           | Portero                   |                           | Nacional                  |
|       | Eusebio Díaz              |                           | Mediocampista             |                           | Guaraní                   |
|       | Diógenes Domínguez        |                           | Delantero                 |                           | Sportivo Luqueño          |
|       | Romildo Etcheverry        |                           | Mediocampista             |                           | Olimpia                   |
|       | Diego Florentín           |                           | Mediocampista             |                           | River Plate               |
|       | Salvador Flores           |                           | Defensa                   |                           | Cerro Porteño             |
|       | Tranquilino Garcete       |                           | Mediocampista             |                           | Libertad                  |
|       | Aurelio González          |                           | Delantero                 | 24                        | Olimpia                   |
|       | José Miracca              |                           | Defensa                   | 26                        | Nacional                  |
|       | Lino Nessi                |                           | Delantero                 |                           | Libertad                  |
|       | Quiterio Olmedo           |                           | Defensa                   | 22                        | Nacional                  |
|       | Amadeo Ortega             |                           | Delantero                 |                           | River Plate               |
|       | Bernabé Rivera            |                           | Delantero                 |                           | Sportivo Luqueño          |
|       | Gerardo Romero            |                           | Delantero                 |                           | Libertad                  |
|       | Luis Vargas Peña          |                           | Delantero                 |                           | Olimpia                   |
|       | Jacinto Villalba          |                           | Delantero                 |                           | Cerro Porteño             |
| D. T. | José Manuel Durand Laguna | José Manuel Durand Laguna | José Manuel Durand Laguna | José Manuel Durand Laguna | José Manuel Durand Laguna |

## Participación

### Grupo 4
| Equipo         | Pts | PJ | PG | PE | PP | GF | GC | Dif |
| -------------- | --- | -- | -- | -- | -- | -- | -- | --- |
| Estados Unidos | 4   | 2  | 2  | 0  | 0  | 6  | 0  | 6   |
| Paraguay       | 2   | 2  | 1  | 0  | 1  | 1  | 3  | -2  |
| Bélgica        | 0   | 2  | 0  | 0  | 2  | 0  | 4  | -4  |

| 17 de julio de 1930, 14:45                                                                      | Estados Unidos          | 3:0 (2:0) | Paraguay | Estadio Parque Central, Montevideo                                |                                                                   |
|                                                                                                 | Patenaude 10', 15', 50' | Reporte   |          | Asistencia: 18 306 espectadores Árbitro(s): José Bartolomé Macías | Asistencia: 18 306 espectadores Árbitro(s): José Bartolomé Macías |
| Bert Patenaude se convirtió en el primer jugador reconocido por la FIFA que marcó una tripleta. |                         |           |          |                                                                   |                                                                   |

| 20 de julio de 1930, 15:00 | Paraguay        | 1:0 (1:0) | Bélgica | Estadio Centenario, Montevideo                                |                                                               |
|                            | Vargas Peña 40' | Reporte   |         | Asistencia: 12 000 espectadores Árbitro(s): Ricardo Vallarino | Asistencia: 12 000 espectadores Árbitro(s): Ricardo Vallarino |